# Вверх по линии
«Вверх по ли́нии» (англ. Up the Line, перевод выходил также под названием «За чертой») — фантастический роман Роберта Силверберга 1969 года в жанре эротической хронооперы. Печатался в июльском и сентябрьском номерах Amazing Stories, в том же 1969 году опубликован в мягкой обложке издательством Ballantine Books, многократно переиздавался, переведён на ряд европейских языков и на японский язык (1974). Номинировался на премии «Небьюла» и «Хьюго», однако удостоился лишь японской премии «Сэйун» (1975) в номинации «Лучший переводной роман».
Главный герой — Джад Эллиот, живущий в 2059 году, устраивается на работу в Службу времени на должность гида-курьера, специализирующегося на доставке туристов в Византию разных веков. С одной стороны, он должен не допустить изменений в истории, с другой — демонстрировать современным людям самые эффектные события. В конце концов он влюбляется в свою далёкую «пра-пра… мульти-прабабку» из 1105 года — прекрасную Пульхерию, запустив цепочку непоправимых временны́х парадоксов, привлёкших внимание Патруля времени. В результате пренебрежения своими обязанностями Джад попадает в петлю времени, ожидая казни своего двойника-оригинала, оборвав на полуслове диктуемые мемуары. По словам австралийского фантастоведа Д. Бродерика, Силверберг «играл со своими читателями», иронизируя над всеми штампами и парадоксами жанра путешествий во времени, что и обеспечило произведению популярность. Критики высказывали полярно противоположные мнения о содержательных достоинствах романа.

## Сюжет
Космический инженер и обозреватель журнала Locus Марк Келли определял «Вверх по линии» как «чрезвычайно усложнённый» сюжет о путешествиях во времени и временны́х парадоксах. Повествование включает 63 главы с последовательным изложением, во время которого персонажи попадают в самые разные времена и ситуации.

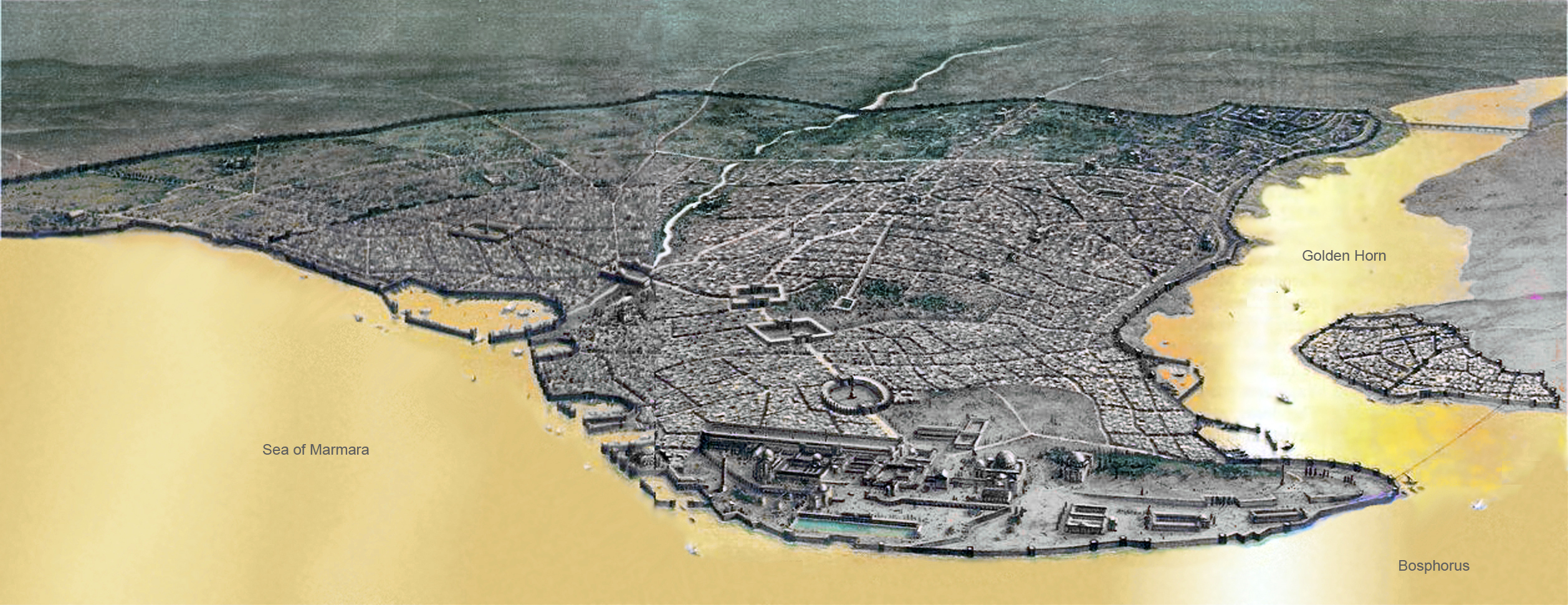
Реконструированная панорама византийского Константинополя с высоты птичьего полёта

24-летний Джад Эллиот из 2059 года не имеет цели в жизни: не окончил Йельского университета по специальности «византинистика», и выдержал в адвокатской конторе всего восемь дней. Поехав развеяться в Новый Орлеан, он встретил чернокожего гуру Сэма, а во время домашней оргии с двумя девицами, узнал, что его новый друг работает в Службе времени. Наутро Сэм разъяснил, что Джад вполне подойдёт в курьеры времени, которые заняты обслуживанием хронотуристов и исследователей. Существует и Патруль времени, сотрудники которого — своего рода темпоральные полицейские, препятствующие изменению истории. Пройдя собеседование, Джад получает «таймер» — устройство, позволяющее забираться в прошлое в диапазоне 7000 лет от настоящего (путешествия в совсем отдалённые времена запрещены, чтобы не вызвать «парадокса бабочки»). Сэм начинает обучение нового курьера: они последовательно отправляются на две недели назад (чтобы Джад полюбовался собой во время оргии), затем в 1961 и 1858-е годы, и так далее. На жаргоне хрононавтов «вверх по линии» — это путешествия в прошлое, сам процесс называется «шунтированием». Первым самостоятельным заданием Джада является сопровождение туристов в 1935 год, чтобы увидеть убийство Хьюи Лонга. Людям 2059 года в Новом Орлеане столетней давности кажется странным всё: линии электропередач, уродливая внешность большинства людей и примитивность стриптиза. На «отвальной» вечеринке (Джад получает назначение на византийское направление и переезжает в Стамбул, ибо в прошлое можно попасть из конкретной точки в пространстве) Эллиот беседует с сотрудницей геноателье Эмили. В XXI веке нормой стало улучшение гено- и фенотипа обычных людей. Эмили — «расщепительница» («если кто-нибудь является носителем гена рыжих волос и желает передать его своим детям, но ген этот связан, ну скажем, с геном гемофилии, то я расщепляю эти гены и удаляю вредные»). Расщепительница категорически заявляет: «…Наше поколение является последним в своём единообразии из всех, что ещё будет иметь род человеческий».
В Стамбуле Джад в буквальном смысле погружается в профессию, изучая все тонкости средневекового греческого языка под гипнозом. В первое скольжение «вверх по линии», то есть в прошлое, его сопровождает сотрудник Стамбульского бюро брюзгливый Капистрано (большинство из девяти курьеров по Византии — греки, гречанкой была и бабушка Джада Эллиота), и они направляют туристов полюбоваться восстанием Ника в 532 году. Капистрано поделился с Джадом своей извращённой фантазией: одержимый жаждой самоубийства, он хочет убить свою прародительницу, чтобы гарантированно исчезнуть из мироздания. Главным курьером по Византии является энергичный седовласый сибарит Фемистоклис Метаксас (которому нисколько не мешает рост в полтора метра), метод которого совершенно другой: он открыто посещает самые опасные места и вступает в многочисленные связи с хроноаборигенками. Первой фразой его, обращённой Джаду, была: «Разве можно похвалиться тем, что не зря прожил на этом свете, если не знаешь своих собственных предков?» На собственной вилле Метаксаса, которую он обустроил в 1105 году, выясняется смысл этой фразы. Метаксас составил подробнейшее генеалогическое древо, чтобы соблазнить всех своих прародительниц по женской линии, исключая мать. Эллиот тоже загорелся идеей познакомиться со своими предками, и влюбляется в том же 1105 году в Пульхерию Дукас, влечение к которой сделалось одержимостью. Однако Джадом владеет страх перед Патрулём времени и он берёт тур «Чёрной смерти», и даже соглашается на идею Метаксаса свести его с императрицей Феодорой («…почему-то ожидал куда большего от своего пребывания в одной постели с одной из самых известных в мировой истории грешниц»). Одержимость Пульхерией его, однако, не убывает. Вскоре он встречается с ополоумевшим Капистрано, который признался, что убил свою прабабку и ждёт исчезновения, когда вернётся в собственное время. Джад сообщает об этом патрульным времени, которые рассказали, что было дальше. В последнюю минуту Капистрано передумал, остался в 1600 году, женился на дочери турецкого паши и прижил с нею троих детей. С большим трудом его вывезли в 2060 год и казнили: «Патрулю также ещё пришлось предотвратить убийство прабабушки Капистрано и помешать ему жениться на дочери паши в 1600 году, тем самым выбросить из нынешнего континуума троих родившихся от него детей, и в довершение к этому отыскать и спасти брошенных им туристов».
В 1105 году Метаксас устроил встречу Джада и Пульхерии на званом вечере, после чего они провели вместе ночь — как оказалось впоследствии, единственную за всю историю их отношений. Тогда же Джад открыл Пульхерии, кто он такой на самом деле, нарушив множество правил и предписаний Службы времени. Когда Эллиот вернулся на маршрут, оказалось что куда-то запропастился турист Конрад Зауэрабенд. Пытаясь отыскать его самостоятельно, Эллиот создал две временные петли, и когда вновь оказался в 1105 году, с ужасом осознал, что Пульхерии нет и никогда не существовало в аристократических кругах, но вскоре нашёл её в трактире, торгующей своим телом. В другой временной петле отыскался Зауэрабенд — убеждённый педофил, он попытался соблазнить Пульхерию, когда она была ещё совсем юной девой, семья отреклась от неё, и хрононавту пришлось жениться. Раскрыть это дело помог старый гуру Сэм, который предупредил Джада, что за ним начал охоту Патруль времени. Причиной стало то, что Зауэрабенд объявился в 2059 году с другим таймером, нежели тот, который был на нём в момент исчезновения. Метаксас и Сэм спрятали Джада примерно за 1000 лет до новой эры в хеттском поселении на берегу Босфора, где хроноаборигены считают пришельца чуть ли не богом. Он всё сильнее страдает от любви к навсегда недоступной для него Пульхерии и одновременно размышляет о судьбе своего оригинала из временной петли, который оказался под судом в 2060 году («Ты же — остаточный продукт, порождение парадокса и ничего более»). После того, как приговор будет вынесен, Джад в прошлом «уйдёт туда, куда уходит пламя свечи, когда на него подуют». Это происходит на середине фразы, которую он диктует в финальной главе.

## Литературные особенности

### Жанровый контекст
Писатель и литературовед Брайан Стэблфорд относил «Вверх по линии» к многочисленным произведениям Роберта Силверберга, опубликованным между 1967—1972 годами, которые ничего не добавляли ни в идейном, ни в художественном смысле к ранее вышедшим рассказам и романам, и могут быть обозначены как «второстепенные». Напротив, писатель Майк Эшли причислял «Вверх по линии» к одной из лучших работ Силверберга, созданных в ряду нескольких других произведений конца 1960-х годов. Здесь совпало достижение писателем «пика его творческих возможностей», а также большая свобода, предоставляемая ему новой редакционной политикой в фантастических журналах. Роман был принят Тедом Уайтом, новым редактором Amazing Stories; в «Вверх по линии» ощущалось воздействие литературных приёмов «Новой волны», внимание к взаимодействию с другими культурами и «нью-эйджевская свобода». Силверберг характеризуется как «провозвестник креативности в фантастике начала семидесятых».
Эндрю Гордон в критическом эссе 1982 года отмечал, что во второй половине 1960-х годов Силверберг ещё только осваивал ремесло профессионального фантаста, и поэтому охотно задействовал шаблонные жанровые схемы и тематику, обрабатывая их, однако, в духе времени, с применением всех современных повествовательных приёмов, в частности, флешбэков и флешфорвардов. Собственно, жанр литературы о путешествиях во времени позволял задействовать любые сочетания элементов жанровой и мэйнстримной прозы, вводить естественнонаучные и философские понятия, а также максимально отражать смену парадигмы в общественном сознании: перехода от ньютоновской вселенной к эйнштейновскому пространственно-временному континууму. Сам Силверберг осмысливал теоретическое значение жанра хронооперы, утверждая, что понятия «научная фантастика» и «путешествия во времени» во многих отношениях совпадают. Э. Гордон соглашался с этим определением, считая, что возникновение научно-фантастического жанра совпадает с изменением представлений о природе времени. Хроноопера возникла и стала популярной в Великобритании и США конца XIX века в связи с ускорением технического прогресса, повлёкшего за собой грандиозные социальные процессы. Горожане в наиболее развитых странах стали ощущать разрыв с прошлым, «как если бы их внезапно забросило в будущее». Тремя знаковыми текстами в этом отношении стали «Через сто лет» Беллами (1888), «Янки из Коннектикута при дворе короля Артура» Марка Твена (1889) и, собственно, «Машина времени» Уэллса (1895). Беллами и Твен в основном рассматривали последствия технических изменений и их влияния на общество, причём Беллами придерживался оптимистических взглядов, а Марк Твен — пессимистических. Герберт Уэллс озвучил общее для викторианской эпохи чувство «вытеснения из эпохи» и страхи относительно настоящего, будущего и прошлого. Сам Р. Силверберг прочитал «Машину времени» в десятилетнем возрасте, неоднократно перечитывал и твеновского «Янки». Первые произведения самого Силверберга о путешествиях во времени вышли в 1956 году, и к моменту написания «Вверх по линии» эксперименты продолжались. Во всех хронооперах Силверберга (в том числе «Масках времени» и «В пасти энтропии») Э. Гордон находил выраженную фундаментальную амбивалентность по отношению к путешествиям во времени: «это одновременно и освобождающий опыт, и потенциальная ловушка». Постоянными мотивами являются: комедийная завязка, приводящая к несчастливому финалу, мотив бесконечно повторяющейся временно́й петли. Джад Эллиотт поначалу считает путешествия во времени исполнением множества собственных мечтаний, но всё это заканчивается его самоустранением изо всех реальностей. Гордон ссылался на критику Станиславом Лемом американской фантастики, утверждая, что её развитие определялось рынком макулатурных журналов с преобладанием шаблонов приключенческого жанра и привычного широкой публике хронологически последовательного изложения. «Предпосылка историй о путешествиях во времени часто служит простым предлогом для плетения сенсационной, криминальной или мелодраматической интриги; это обычно подразумевает использование чуть подновлённых „окаменевших“ сюжетов». Иными словами, форма хронооперы фатально не совпадает со смелостью содержания. По мнению Джорджа Слассера и Даниэль Шатлен, роман «Вверх по линии» представляет собою «переписанного Уэллса», то же доказывала Анни Эскуре.
Парадоксом в развитии жанра хронооперы являлось то, что писатели оперировали концепциями XX века, пытаясь уложить их в повествовательные формы реалистической литературы XIX века. Классическая проза нового времени характеризуется систематическим использованием прошедшего времени и повествования от третьего лица, безусловным принятием линейного сюжета, разворачиваемого в хронологической последовательности. Иными словами, только авторы «Новой волны» стали пытаться применять к своим жанровым клише и фантастическим допущениям литературную технику модернизма, разрабатываемую Прустом, Джойсом и другими. Фантасты также начинают работать в настоящем времени, обращаться к потоку сознания для наглядной демонстрации дискретности субъективного восприятия времени и разрывов памяти, широкому использованию аллюзий для ощущения одновременности исторически разделённых событий, фрагментацию внутренней хронологии, резкую перебивку точек зрения. Прорывом в данной области стала «Бойня номер пять» Воннегута (1969), чей герой Билли Пилигрим в буквальном смысле скачет по разнообразным временам вместе с повествованием («свободные ассоциации разума, бегущего от травмирующей реальности»). Собственно, в «Вверх по линии» данные особенности почти не проявляются, за исключением появления героя нового типа. Джад Эллиот подобен Дэвиду Селигу «Умирая в себе»: в финале оказывается, что он, сам того не ведая, обладал всем, но далее на личном опыте постигает тщету человеческих желаний. Силверберг, согласно Эндрю Гордону, оставался моралистом, последовательно описывая, что «человеку невыгодно приобретать мир и терять свою душу».
Историк-медиевист и фантастовед Эдвард Джеймс относил «Вверх по линии» к разновидности хронооперы, которая плавно переходит в альтернативную историю. Классическим примером этой разновидности жанрового клише выступает «И грянул гром» Брэдбери (1952): путешественник во времени случайно или преднамеренно изменяет некое историческое событие и возвращается, чтобы обнаружить, что изменилась породившая его реальность. Соответственно, главной задачей авторов этого поджанра является предотвращение изменений истории либо путём создания Патруля времени или его аналогов, либо отрицая возможность изменений текущей реальности на философских или псевдонаучных основаниях. Коллизию «Вверх по линии» Силверберга Э. Джеймс счёл одной из самых продуманных среди представителей жанра, а отдельно выделял «прекрасное» литературное изображение Византии.

### История и интертекст

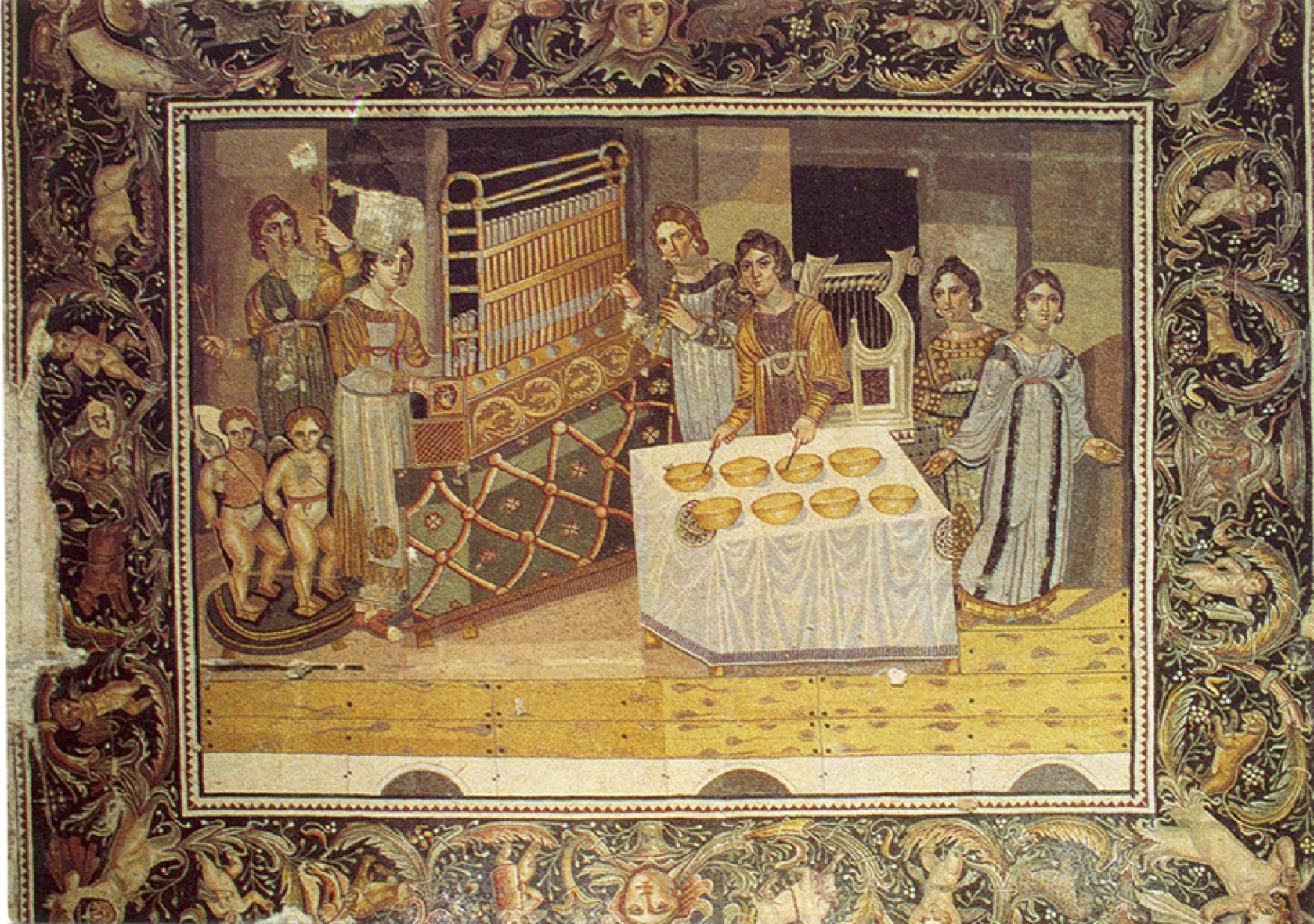
Мозаика с музицирующими дамами. Вилла в Маримин (Сирия), между IV—VI веками

Множество обозревателей творчества Р. Силверберга отмечали, что «Вверх по линии» содержит огромное количество отсылок к произведениям в жанре хронофантастики (включая «Конец Вечности» и «Патруль времени») и невероятное количество парадоксов, которые могут возникнуть в ходе изменения прошлого. Марк Келли выделил в тексте множество аллюзий и скрытых цитат. Лекция о последствиях убийства основателя ислама восходит к рассказу Альфреда Бестера «Человек, который убил Магомета». Имя хронополицейского — Мэдисон Джефферсон Монро — это один из псевдонимов Роберта Хайнлайна, под которым вышли самые известные его рассказы о путешествиях во времени: «Все вы зомби» и «По пятам». История об изменении истории после того, как курьер растоптал муравья — явная отсылка к рассказу Брэдбери «И грянул гром». Обозреватель журнала «Наука и жизнь» А. Николаева приводила обширную цитату из «Вверх по линии» как эталонное описание правил, по которым действует фантастический Патруль времени в многочисленных произведениях субжанра хронофантастики.
Исследователь Роуленд Уимер отмечал, что в тексте «Вверх по линии» присутствует второстепенный пассаж, который соотносится с сюжетом «провокационного» романа Майкла Муркока «Се человек» (1966). Герой Муркока, отчаянно желая, чтобы евангельская история оказалась правдивой, вынужден сам пойти на распятие, создав классическую временну́ю петлю. У Силверберга присутствует предотвращение убийства Иисуса патрульными Времени, а также описан парадокс, в соответствии с которым подавляющее большинство свидетелей распятия являются хронотуристами. Эта сюжетная линия — туристических туров на Голгофу — стала отправной точкой для рассказа Килворта «Пойдём на Голгофу!» (1974). В том же 1969 году, что и «Вверх по линии», вышла «Бойня номер пять» Воннегута, герой которой — писатель-неудачник, сочиняет сюжет о путешественнике во времени, который даже прихватил с собой в прошлое стетоскоп, чтобы удостовериться в смерти Сына Божия (и это соотносится с ницшеанским «Бог умер»), иными словами, даже откровенно эпатажные и кощунственные идеи быстро превратились в жанровые шаблоны. Богослов Йоханнес Рюстер отмечал, что в фантастических текстах о путешествиях во времени далеко не случайно возникает сосредоточенность именно на мотиве распятия: «Любая оценка христианской религии и религиозности основывается или опровергается на рассмотрении (и оценке) распятия в христианском понимании. <…> …Человек Иисус Христос в конечном итоге доказывает, что он Сын Божий, преобразуя самый позорный из возможных способов казни, — гибель, как преступник, на кресте, в трансцендентное торжество в воскресении…» Сюжеты о путешествии в прошлое в рассматриваемых Й. Рюстером текстах («Вверх по линии» и «Се человек») не являются самоцелью автора, в центре внимания всегда находится «герой-свидетель в сени креста». Мотив путешествия во времени служит ответу на вопрос «Как это было на самом деле?» В случае с евангельским сюжетом в повествовании появляется исторический Иисус Христос («который оказывается в пределах досягаемости (или нет)»), но сама по себе уникальность Распятия как события, претендующего на роль «стяжки всех времён», непосредственного контакта между Небом и Землёй требует зачастую усиления и без того экстремальной ситуации. Такой вариант представлен в романе М. Муркока. Напротив, в романе «Вверх по линии» Рюстера привлёк эпизод, когда Джад водит американских туристов по стенам Константинополя, осаждённого турками в 1422 году, а потом внезапно снявшими осаду. Далее происходит следующее:

Византийские историки впоследствии напишут, что случилось чудо. В тёмно-лиловой мантии явилась Дева Мария, вся лучезарная и ослепительная, и двигалась вдоль стен. Турки в ужасе бежали от стен Константинополя. <…>

Я объяснил, что в действительности никакой Девы Марии на зубчатой стене никто не видел. А на самом деле к султану Мураду прибыли гонцы с известием о восстании против него в Малой Азии, и, опасаясь того, что он может быть отрезан или даже осаждён в Константинополе, если ему удастся его взять, султан тотчас же прекратил проведение операций по захвату города, чтобы сначала разгромить повстанцев на востоке.

Мои земляки из Огайо были явно разочарованы. Мне показалось, что им в самом деле вдруг захотелось увидеть Деву Марию.
Независимый исследователь Паскаль Лемер относил «Вверх по линии» к категории не развлекательных массовых текстов, а ухроний (повествований, разворачиваемых в «невозможном времени»), посвящённых проблемам современного общества, которые автор разыгрывает в классических декорациях. Претекстом к подобного рода романам служит «Камо грядеши» Сенкевича, «в котором показана Польша 1890-х годов, а не античный мир». Соответственно, роман Силверберга надо читать в контексте мая 1968 и Вудстока 1969 года, то же касается откровенных описаний, которые относятся к собственному времени романиста, а не античным вольностям.
Польский эллинист и византинист Пржемыслав Марциняк приводил пример романа «Вверх по линии» как показательный для представлений широкой западной публики о Византии. Стандартная программа тура по Константинополю разных эпох, осуществляемого курьерами времени, включает коронацию императора, гонки на колесницах, освящение Собора Св. Софии, разграбление города крестоносцами и захват его турками. С византийской культурой прочно ассоциируется иконопись и мозаики, герой «Вверх по линии», описывая константинопольских щёголей, подчёркивает, что они как будто бы сошли с византийских мозаик. В то же время Р. Силверберг стремился, чтобы читатели осознали тысячелетнее развитие империи: при посещении Константинополя 408 года хронотуристы отмечают, что это «ещё в такой же мере римский город, как и греческий», и аристократы в нём бреются и коротко стригутся на древний римский манер. Описания еды также активно используются для погружения читателя в реальность прошлого:

…Сладости, весьма старые на вид яйца, сваренные вкрутую, жаровни с солёными орешками, подносы с разнообразными органами животных, включая глазные яблоки и те, что болтаются между задних ног. Вот это и было настоящей жизнью, подлинной седой древностью; богатейший ассортимент самых невероятных на первый взгляд товаров и густой запах пота и чеснока, исходивший от толпы торговцев, говорил нам лучше всяких слов о том, какой далекий путь мы проделали из своего 2059 года.

### Парадоксы времени
Согласно сюжету романа, за два десятка лет до 2059 года был открыт «Эффект Бенчли», который и позволил путешествовать в прошлое на довольно большой промежуток — до 7000 лет от настоящего момента. Путешественник во времени не может материализоваться в пространстве, уже занятом чем-то другим, это приведёт к мгновенному выталкиванию в точку старта. Патрульные и курьеры в теории не имеют права получать прибыль от своих путешествий, однако это правило постоянно нарушается. Гуру Сэм коллекционирует предметы для собственного употребления, Метаксас, предварительно разведав несколько спокойных десятилетий в Византии после 1100 года, обустроил себе виллу и принимает там гостей-иновремян (он точно так же выяснил, что его деятельность не отражена в дошедших до XXI века документах). Учёный-администратор — стереотипный немец-профессор Шпеер (Achtung! Herr Scholar Magistrate Speer!) одержим идеей восстановить утраченные шедевры Софокла и Еврипида, коллекционирует византийские рукописи и вынашивает идею подбросить их археологам. При этом он не может проникнуть в Александрийскую библиотеку, ибо туда постоянно прикреплён патрульный под видом писца, который совершает по нескольку арестов в месяц. Патрульные не позволяют на практике доказать существование закона сохранения истории. Вдобавок, курьеры, которые водят туристов к одним и тем же событиям, постоянно сталкиваются со своими двойниками из более раннего или позднего времени, и должны высчитывать своё появление, чтобы не оказаться в одном пространстве одновременно.
В данном контексте литературоведы Джеймс Джакиэл и Розандра Левинталь отмечали, что «Вверх по линии» (несмотря на свою «провокационность») удобен при разработке «Законов путешествий во времени» (формулируемых по аналогии с азимовскими законами робототехники). Роман может считаться каталогом принципов, эффектов и парадоксов путешествий во времени, в которые легко вводить читателей, которые не любят фантастики или не увлекаются хронооперами. То, что Силверберг не пояснял закона сохранения истории или не расписывал механизма, по которому курьер времени мгновенно возвращался в исходную точку, если в пространстве, куда он перемещался, ещё кто-то был, не является удивительным: «Уэллс тоже не объяснял ни одного из своих фантастических допущений». Одной из наиболее удачных находок Силверберга называется полная невозможность путешествия в будущее. При этом путешественник во времени оторван от матрицы собственного времени и на время «шунтирования» пребывает в пузыре «текущей реальности», а стабильность ему придаёт невозможность одновременного перемещения во времени и в пространстве. Впрочем, Питер Миллер (Миссурийский университет науки и технологий) подверг законы Джакиэла и Левинталь уничтожающей критике, ввиду того, что они смешали социальное и физическое измерение понятия «закона». Иными словами, во вселенной не существует никаких закономерностей, заставляющих роботов подчиняться Трём законам Азимова, это происходит потому, что руководители United States Robots and Mechanical Men из его произведений поставили такое техзадание. То есть «Законы путешествий во времени» в лучшем случае могут быть использованы для оценки сюжетов о путешествиях во времени, насколько хорошо автор справился с помещением своих героев и ситуаций в заданные условия (игнорирование «законов» вполне может служить для отнесения произведения к фэнтези, а не научной фантастике). На самом деле, как иронизировал П. Миллер, уместнее было бы назвать творчество Джакиэла и Левинталь «Законами путешествий во времени Силверберга», если бы он сам захотел принять на себя такую ответственность.
Говоря о парадоксах, польская исследовательница Катаржина Гадомская полагала, что ко времени написания «Вверх по линии» вопрос изменения истории стал для многих фантастов «навязчивой идеей». К. Гадомская соглашалась, что в романе поданы все возможные опасности, которые только можно вообразить при путешествиях во времени. Подавляющее большинство парадоксов связано с коммерческим характером этих путешествий, которые служат для удовольствия туристов. Самой большой проблемой в таком случае становится «парадокс умножения наблюдателей», ведь каждое важное историческое событие наводняется всё большим числом наблюдателей из всех времён, особенно будущих. Гиды во многих случаях наблюдают себя-прошедших и себя-будущих. Прошлое постоянно меняется, иногда сознательно, иногда случайно, оно становится таким же вариативным и открытым, как и наше настоящее. Патруль Времени, фактически, следит только за неизменностью базовых событий из учебников, которые по умолчанию признаются константами. Запрещены любые действия с «великими людьми», похищения предметов искусства, и тому подобное; за это полагается неотвратимое наказание.
Аспирантка Шинейд Бойд в том же контексте попыталась проанализировать одновременно «Конец Вечности» Азимова и «Вверх по линии», используя методологию Б. Макхейла, который рассматривал параллельное развитие научно-популярного и научно-фантастического жанров. Азимов, хотя и был профессиональным учёным-естественником, написавшим множество научно-популярных книг, очевидно не желал, чтобы читатели слишком глубоко увязали в вопросах функционирования машины времени и возникающих из-за её применения парадоксов, он писал социологический роман, в заглавии которого «Вечность» являлась названием организации, а не философским термином. Собственно, от читателя романа вообще не требуется некий определённый уровень компетентности и специальных знаний, хотя бы в объёме школьной программы. Теория Эйнштейна используется писателем только в качестве отправной точки, а далее в романе она не играет большой роли. Напротив, по мнению Ш. Бойд, Силверберг выступал в «Вверх по линии» как историк, и он также написал несколько научно-популярных книг об истории. Несмотря на незамысловатость сюжета, Силвербергу удалось предложить читателям гораздо больше пищи для ума, впрочем, даже не собираясь останавливаться ни на одной из теорий. Наука предстаёт в романе в игровой форме, ибо по-другому невозможно обращаться к тематике путешествий во времени. Обозначенный в первых главах «Эффект Бенчли» упоминается до конца действия, но вовсе не разъясняется, ибо автора интересует не вымышленная теория, а падение главного героя. Ш. Бойд так не смогла прийти к выводу, намеревался ли Силверберг подходить к затронутым вопросам более или менее серьёзно. Несмотря ни на что, именно «Вверх по линии» является хорошим примером «перекрёстного опыления» между фантастикой и популярной наукой. При этом герои Силверберга в принципе не помышляют о «научной истине», они являются частью некоего процесса, стремясь оставаться в его русле, невзирая на последствия.
Один из книжных блогеров в 2010 году отмечал следующую несообразность сюжета: каждый хронотурист оснащён персональной миниатюрной машиной времени (таймером), которая замаскирована под предмет одежды. Туристы не могут управлять таймером, однако взломать систему управления и получить контроль удалось бывшему инженеру Зауэрабенду, который совершил множество противоправных деяний в Византии. Он воспользовался стандартной туристической машиной времени, а не похитил более сложную курьерскую модель (она попала ему в руки значительно позже). «Итак, как же он проникнет в микросхемы середины XXI века, которые поставляются без какого-либо пользовательского интерфейса? Пальцами?!» Ш. Бойд также отмечала, что даже учителя́ Джада из Службы времени сами, по-видимому, «не знают, как всё это работает, но не в состоянии упустить из рук столь заманчивые возможности».
Австралийский фантастовед Дэмиен Бродерик отмечал, что на стилистике и содержании «Вверх по линии» не лучшим образом сказалась неразборчивость и плодовитость Р. Силверберга, выпустившего к концу шестидесятых годов сотни разнообразных текстов «под любым именем, кроме собственного». Тем не менее, именно этот роман может считаться самым популярным у писателя. Д. Бродерик невысоко оценивал качество романа как хронооперы, ибо количество нестыковок в тексте, по его мнению, настолько велико, что «можно задаться вопросом, как путешествия во времени вообще могут осуществляться, не вызывая катастроф на каждом шагу». В качестве примера исследователь приводил следующий: в романе описано, что у хронотуристов одним из самых популярных зрелищ является распятие Иисуса Христа. Если в описанном 2059 году Патруль Времени строго следит за квотами, не допуская огромных толп, и тщательно отслеживает, чтобы курьеры-двойники не встречались друг с другом, то совершенно нерешаемым остаётся вопрос, куда девать туристов из будущих, ещё не наступивших, столетий или тысячелетий? Простейший подсчёт показывает, что даже если сто туристов в год будут посещать Голгофу в момент распятия, то уже к середине XXII века там соберётся десятитысячная толпа, а к XXX веку — стотысячная. Естественно, что решать данные вопросы в развлекательном произведении, где юмористические ситуации всегда «ниже пояса», никто не собирается. В монографии о философии нарратива литературовед Дэвид Уиттенберг (Университет Айовы) также определял содержание романа «Вверх по линии» как «юмористическое нарциссически-эдипово приключение», признавая его, впрочем, хорошим примером, позволяющим различать понятия фабулы и сюжета. Все манипуляции со временем и историей для Силверберга остаются не более чем формальной игрой. Высказывалось также мнение, что на стилистику этого романа сильное воздействие оказали произведения Сэмюэла Дилэни, хотя он и не писал о путешествиях во времени. Французский исследователь Пьер-Луи Малосс сравнивал «Вверх по линии» с романом Спрэг де Кампа «Да не опустится тьма»: и там, и там «очень американская сатира». Впрочем, сатира Силверберга весьма пессимистична и безжалостна по отношению к его соотечественникам: хронотуристы вопиюще невежественны, стремятся лишь к известным по школьной программе или «раскрученным» массовой культурой сенсационным эпизодам истории, и не интересуются ничем, кроме самих себя. Гиды ничуть не лучше, занимаясь почти исключительно контрабандой и удовлетворением похоти. Джад очень быстро опускается до их уровня, а его первоначальный энтузиазм к истории Византии куда-то испаряется.

### Любовь и низменные страсти
Редактор и писатель Рафик Макгиверон со ссылкой на библиографию Р. Силверберга отмечал, что тот писал и откровенно порнографические тексты (под псевдонимами), да и часть его произведений 1960—1970-х годов содержит множество эротических элементов. Общим местом многих его произведений является описание фантастического мира, где сексуальность человека ничто не сдерживает, а отношения носят принципиально открытый характер. При этом откровенные описания свободной любви в конечном итоге служат прославлению традиционной гетеросексуальной моногамии, которая трактуется и как естественная, и как желательная модель отношений. Промискуитет во множестве произведений Силверберга заканчивается пресыщением, и нередко его персонажи, наэкспериментировавшись с разными партнёрами, влюбляются «по-настоящему», вслед за чем приходят и верность, и даже чувство ревности. История Джада Эллиота из романа «Вверх по линии» представляется для Р. Макгиверона как своего рода эталон откровенных произведений Силверберга, свободных от ханжества. Двадцатичетырёхлетний Джад откровенно заявляет: «Мне и в голову не приходило, что, может быть, стоило бы поискать таких взаимоотношений с представительницами противоположного пола, глубина которых измерялась бы величиной бо́льшей, чем шесть дюймов, то есть, тем, что называют „любовью“». Побывав во множестве времён, Джад на собственном опыте уверился, что половой акт без любви не приносит удовлетворения и откровенно скучен. В романе, по мнению Р. Макгиверона, это иллюстрируется двумя зеркальными приключениями Джада. Сначала он «из вежливости» оказывается в постели с практиканткой Службы времени мисс Чамберс («…затем мы долго обсуждали обращение императора Константина к христианству…»). Много позже, уже боясь самого себя из-за силы чувства к Пульхерии Дукас, Джад согласился на встречу с императрицей Феодорой: «Я провёл с ней, наверное, самые странные часы моей жизни. <…> Её пиротехника не воспламеняла, а скорее даже охлаждала мой пыл. Было что-то механическое, совершенно лишённое человеческих эмоций… Впечатление было такое, будто она всё время заглядывает в какой-то заранее составленный перечень, по которому проходится вот уже, наверно, в миллионный раз». Вполне возможно, что императрице все эти «сценарии» столь же скучны, как и молодому Курьеру времени.
«Механический» характер случайных связей неоднократно подчёркивается в разных произведениях Силверберга: тому же Джаду ещё в отрочестве один мудрый старик сказал: «…достаточно попробовать только один кусочек, как будешь знать вкус всего остального». В правоте этого утверждения он окончательно убедился после свидания с Феодорой. Весьма характерно описаны ощущения Джада, когда гуру Сэм во время обучения на курьера дал ему взглянуть на себя со стороны во время оргии: «Я… был потрясён абсурдностью того, что видел: этими идиотскими вздохами, искажёнными чертами, сладострастными судорогами». Похоть корёжит души и тела: из-за грубейшего вмешательства в ход истории со стороны извращенца-хронотуриста возлюбленная Джада — Пульхерия — превращается в трактирную девку. Если изначально «Пульхерия была воплощением красоты и изящества, и её быстрая уступчивость сделала меня императором более могущественным, чем Алексей», то после изменения истории Джад бежит от неё: «…я знал, что не смогу даже прикоснуться к ней. Вот к этой Пульхерии, этой грубой, бесстыжей, распутной, неряшливой девке…». Если для Силверберга в конечном счёте отвратительными предстают гетеросексуальные отношения без любви, то тем более уничижительно характеризуются любые другие проявления сексуальности.

### Трикстер. Время как фетиш
Биограф Р. Силверберга Эдгар Чапман обращал внимание, что многие критики относили «Вверх по линии» к жанру комического или плутовского романа. В центре повествования находится персонаж-трикстер, ибо, по мнению Чапмана, Джадсон Дэниел Эллиот — один из наиболее развитых образов трикстера во всём творчестве Силверберга. Данный образ привлекал писателя от начала его литературных экспериментов. Трикстер может одновременно выступать в роли шута, хитроумного слуги и даже героя-любовника. Главным врагом трикстера чаще всего становится собственное хитроумие. В данном контексте возможно прочтение истории Джада Эллиота как «прогресса» плута и мошенника, который запутался и всё погубил; данный образ в итоге так и не достиг уровня лучших персонажей Силверберга и никогда не вызывал симпатий читателей и критиков. Причина коренится в том, что Джад — аморальный негодяй, погрязший в донжуанских приключениях, ни одно из которых не приводит ни к чему хорошему. Его похождения как гида хронотуристов последовательно выдержаны в стилистике плутовского жанра — повествование ведётся от первого лица и сводится к череде более или менее комических злоключений и непременных связей с привлекательными женщинами. Всё изменилось после непростительного греха — связи с прекрасной Пульхерией, в результате чего Джад осуществил «репликацию» самого себя, а в попытке всё исправить окончательно уничтожил свою карьеру. В финале его существование прекратили агенты Патруля времени. Однако настоящей трагедии не ощущается: повествование Эллиота занимательно, но демонстрирует вопиюще несерьёзное отношение к истории и откровенный сексизм. «Ирония Силверберга, по сути, отдаляет автора от его рассказчика». Судьба Джада и не могла быть иной: он пытался сделать историю игровой площадкой, а в итоге аморальность привела лишь «к оправданному его удалению из лабиринта истории». Поэтому на первое место в романе Э. Чапман выносил именно комедию и социальную сатиру, а парадоксы путешествий во времени глубоко вторичны и серьёзно к ним относиться совершенно невозможно. Остриё сатиры Силверберга направлено на следующую тенденцию: общество потребления даже высшие достижения предшествующих веков обращает в развлечение для вконец пресыщенных обывателей, и даже Византия становится чем-то наподобие туристического парка.
Критик Альваро Зинос-Амаро начал свой анализ романа с констатации, что «Вверх по линии» посвящён тематике «времени как фетиша». Текст при этом значительно серьёзнее, чем может показаться при поверхностном прочтении, а замысел его весьма амбициозен, тая́ в глубине хитроумную историю, «приправленную парадоксами». Герой — Джад Эллиот, — «возможно, один из самых запоминающихся (хотя и не обязательно симпатичных) персонажей Силверберга». А. Зинос-Амаро не соглашался с определением романа как плутовского или сатирического, характеризуя его глубинную основу как «романтический роман воспитания». Общество, в котором живёт Джад, полностью обесценило все стороны человеческой жизни, включая сам любовный акт. Фактически, одной из мотиваций Эллиота при поступлении в Службу времени является поиск истинного чувства, которое в принципе отсутствует в его беспорядочной жизни. После встречи с Пульхерией появилась страсть, смысл жизни и понимание, что такое любовь как таковая, но проблема коренится в том, что Пульхерия Дукас — далёкий предок Джада в энном колене, и их связь нарушает великое множество должностных законов и инструкций курьера времени. Более того: он настолько потерял голову, что запустил «восхитительно безумную последовательность» временных парадоксов, в итоге создав копию самого себя. Рассмотрев все парадоксы, А. Зинос-Амаро пришёл к выводу, что Силверберг продумал все возможные в его сюжете комбинации и «честно играет со своим читателем с самого начала». Психоделическое, откровенно пародийное начало постепенно сменяется реалистически выписанными историческими эпизодами и демонстрацией отрезвления главного героя. Для демонстрации последнего служит галерея психических травм у его коллег-курьеров; по-видимому, сама профессия курьеров и хронотуризм привлекает людей с определённым типом психики, вдобавок, откровенно нестабильной психики. Здесь и появляется мотив фетиша, так как именно путешествия во времени позволяют реализовывать разные навязчивые фантазии у посвящённых в тайну: коллекционирование запрещённых предметов, ведение параллельной жизни в прошлом, последовательное соблазнение всех своих предков по женской линии, и так далее. Парадоксы путешествия во времени сами по себе указывают на несерьёзность текста, поэтому сатирические элементы в данном сюжете вторичны, а сексуальные элементы, включая фетишистские, первичны. Мораль Эллиота соответствует морали его общества, а потребительское общество, доведённое до пределов развития (и начавшее перестройку самого человеческого генотипа), по определению не может относиться к прошлому с почтением; это, по меньшей мере, нерационально.

## Восприятие в критике

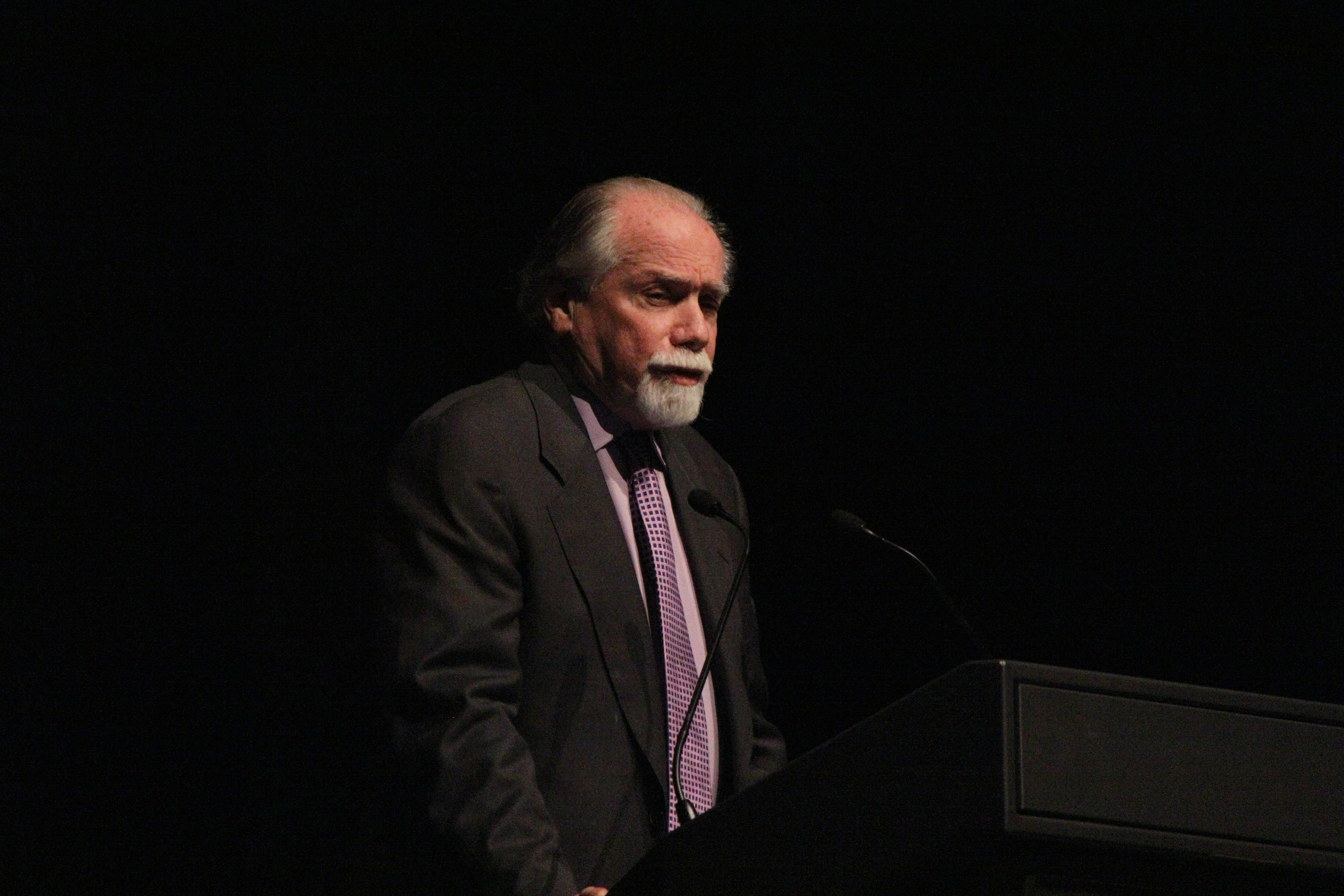
Роберт Силверберг на церемонии вручения награды «Хьюго» в 2010 году

### Двадцатый век
В среде фэндома роман «Вверх по линии» не остался незамеченным. В рецензии Джо Шомбергера из фэнзина Luna Monthly приводится тэглайн с обложки: герой характеризуется как «Том Джонс путешествий во времени», «и эта характеристика не хуже любой другой». Впрочем, произведение признано «грязным» и представляющим интерес только для любителей подобного чтива. Бэнкс Мейбен в обзоре журнальной публикации 1969 года вообще заявил, что «возня хрононавтов в византийской истории доставляет огромное удовольствие, омрачённое главным образом тем фактом, что герой, путешествующий во времени, — конченный идиот». Писатель и критик Питер Скайлер Миллер утверждал, что ранее только один роман о путешествиях во времени произвёл на него такое же впечатление — «Да не опустится тьма» Спрэг де Кампа. Впрочем, он отмечал, что журнальная публикация «Вверх по линии» полностью расходилась с репутацией Amazing как семейного чтения, ибо Силвербергу вздумалось поработать в поджанре «грязной» фантастики; на счастье писателя, Византия была именно что «брутальным и непристойным местечком». Роман при всём при этом может считаться «полноценным введением в проблемы путешествий во времени» и П. Миллер выражал надежду, что Силверберг сможет ещё совершить новые открытия в «столь почтенной тематике».
Писатель Алексис Джиллиленд (рецензия его вышла в журнале Вашингтонской ассоциации научной фантастики), обратил внимание на обложку работы Рона Валоцки, а также на «искусное» сплетение сюжетных нитей и разные научно-фантастические детали жизни в XXI веке. Например, будущее общество весьма либерально к любым сексуальным отношениям и наркотикам, тогда как употребление алкоголя, по-видимому, ограничено. Денежные расчёты ведутся в безналичной форме, для подписи при оплате кредитной картой достаточно отпечатка большого пальца. А. Джиллиленду понравилась тщательная разработка хронопутешествий, что «придаёт книге солидность», а также умело выстроенный сюжет с его историческими деталями и даже развитием убедительных второстепенных персонажей, тогда как сам Джад Элиот не слишком симпатичен и в некотором смысле «невероятен». «…Самое главное, что здесь много очень смешного текста, блестящих идей, смешных ситуаций и просто веселья». Если это не шедевр литературы, то отличный развлекательный роман. Писатель Джон Браннер отмечал, что получил от романа большое удовольствие; по-видимому, массу удовольствия испытал и Роберт Силверберг, когда его писал.
Редактор фэнзина Science Fiction Review Ричард Гейс в обзоре произведений, отобранных им лично, именовал Р. Силверберга одним из лучших писателей-фантастов. «Вверх по линии» характеризуется как reducto ad absurdum всего субжанра хронофантастики, и «отныне невозможно будет серьёзно писать о путешествиях во времени». Финал романа, в котором два Джада Эллиота отчаянно пытаются исправить серьёзное времяпреступление, признан сумбурным. Стиль характеризуется как «весёлый, непристойный, сатирический и мягко-иронический, а ещё (шёпотом) — познавательный». В качестве типичного примера авторского юмора Р. Гейс цитировал первые слова императора Юстиниана, сказанные им после освящения храма Святой Софии:

Поглядите-ка наверх, содомиты вы разнесчастные! Ну-ка разыщите мне тотчас же того скотоложца, который оставил висеть на куполе эти леса! Хочу видеть его отрезанные тестикулы ещё до того, как начнётся молебен! — после чего он чихнул изо всей силы, невольно подчеркнув тем самым всю глубину своего императорского гнева.
Тед Полс (Riverside Quarterly), напротив, не обнаружил в романе ни грана веселья или иронии, «с большим сожалением придя к выводу, что „Вверх по линии“ задумывался как совершенно серьёзное произведение». При этом линия с хронопарадоксами представляется одной из самых интересных, которые появлялись в жанре, но всё портят многочисленные сцены совокупления и рассуждения о самых разных видах половых сношений, написанные «откровенно топорно». То есть «превосходный научно-фантастический роман» оказался испорчен «инфантильной порнографией», хотя во многих отношениях может быть рекомендован ценителям жанра. Одними из лучших сцен признана экскурсия Эллиота в Англию времён «Чёрной смерти» или его же монолог о конце Византии. Очень оригинальным признан парадокс «совокупной аудитории», когда ключевые события истории будут собирать несметные толпы хронопутешественников. Писатель Дин Кунц счёл, что Силверберг «намеренно сгенерировал все мыслимые парадоксы времени», а концовку романа признал «абсурдной и захватывающей».
Самый жёсткий и одновременно объёмный разбор романа представил Альгис Будрис в журнале Galaxy. Его рецензия начинается с констатации, что если бы не «примечательное количество сексуальных сцен самого разного характера», и не описания Константинополя в разные эпохи, материала «Вверх по линии» едва хватило бы для рассказа или короткой повести (novelette). Творческий замысел явно двоится: с одной стороны Р. Силверберг хотел «посмотреть, что можно сделать с сюжетом о путешествии во времени и сожительстве с собственной бабушкой», поместив героев в весьма выигрышное место — Константинополь. Однако сюжет чрезмерно запутан. Рецензент полагал, что сама по себе история о временны́х парадоксах неоригинальна, приводя пример предшественников — Paratime series 1940-х годов, и рассказы Хайнлайна «По пятам» и «Все вы зомби», и даже роман «Дверь в лето», сходство с которым подчёркивается А. Будрисом. Читать роман сто́ит ради описаний Константинополя на протяжении веков и его значения для нашей цивилизации. Данная сюжетная линия реализуется в серии эпизодов, когда главный герой водит по маршруту хронотуристов («как если бы прошлое было создано исключительно для туризма»). Впрочем, критику тоже понравился эпизод с инверсией исторического анекдота: грубой бранью Юстининана вместо патетической фразы «Соломон, я превзошёл тебя!» («если только вы можете представить Линдона Джонсона или Ричарда Никсона, настолько утративших самоконтроль, чтобы отбросить строки спичрайтера»). Впрочем, по мысли А. Будриса, разрушает всю романную конструкцию принципиальный гедонизм главного героя, мира, в котором он живёт, и его коллег по путешествиям в прошлое. Гедонизм этот приводит к простой формуле: «невозможно взглянуть на свою прародительницу по женской линии, чтобы не загореться страстью к ней». Основная сюжетная конструкция, согласно мнению А. Будриса, совершенно нелогична, если не бредова: каждый хронотурист и курьер-гид оснащён индивидуальной машиной времени, при этом деятельность гида совершенно никем не ограничивается, и он волен совершать любые действия. Полиция времени занимается недопущением изменений ключевых исторических событий и реальности прошлого как такового, но не более того. Из подобного рода несообразностей критик делал вывод, что Силверберг не продумал непротиворечивой концепции работы курьеров и хронополиции, и выдумывал парадоксы и выход из них на ходу. «Цивилизация постоянно рискует своим существованием ради несчастных нескольких баксов в кассе турфирмы». Поэтому А. Будрису не понравилась история с турами к Распятию, ибо уже первый гид, открывший данное направление, «нашёл бы весь Левант чёрным от роёв туристов, заброшенных туда из будущего». Окончание признано совершенно вымученным (автор «поставил сюжет на колени и назвал это финалом»). В конечном счёте критик заявил, что «Вверх по линии» не имеет отношения ни к научно-технической фантастике, ни к любой иной разновидности литературы, представляя собой «не-книгу».
Писатель и критик Жан-Пьер Андревон характеризовал французский перевод 1976 года как «бредовый и одновременно очень смешной» пастиш на андерсоновский «Патруль времени», в котором обыграны, кажется, все мыслимые парадоксы путешествий во времени и способы их обойти. При этом сцены, действие которых разворачиваются в прошлом, поданы — по контрасту — очень живо, с учёном реальных достижений исторической, социологической и археологической наук. Рецензент даже назвал Силверберга «Мидасом от фантастики», а роман — превосходным («„превосходный Силверберг“ — это почти плеоназм»). Положительно оценил роман и советский критик Вл. Гаков (в 1976 году), отметив, что Силверберг поставил перед собой откровенно сатирические цели, а описываемые им хронотуристы слишком напоминают «современных „любителей старины“, откалывающих на память куски мрамора в Парфеноне…». Расселл Летсон в 1979 году причислял «Вверх по линии» к жанру плутовского романа, выстроенного вокруг «напряжения сексуальной одержимости», но эта последняя подана в комическом ключе, в отличие от некоторых других произведений Силверберга.
В рецензии на перепечатку оригинального издания в 1989 году австралийский активист фэндома и издатель фэнзинов Брюс Гиллеспи называл «Вверх по линии» одним из лучших романов Силверберга, указывая, что «искусная мелодрама» всегда была сильной стороной его текстов. История «весёлая», повествующая о временных парадоксах, в которые «вплетено много секса». Профессиональный читатель оценит эпизод, из которого следует, что места известных исторических событий, вероятно, настолько переполнены путешественниками во времени, что места для действительных исторических персонажей уже не остаётся.

### Двадцать первый век
Неоднозначность в восприятии «Вверх по линии» сохраняется и среди рецензентов и обозревателей XXI века. Книжный блогер Рэнди Джон Стэнфорд в 2016 году отмечал, что книга вполне оправдывает ожидания, хотя и всецело соответствует эпохе — концу 1960-х годов. В целом роман отвечает определению «секс-фарса», который нивелирует огромную эрудицию автора, умелыми штрихами «оживляющего» историю, и представил великое множество моделей разнообразных временных парадоксов и хроноклазмов. «Если экранизировать этот роман, это был бы порнофильм», хотя в тексте откровенных описаний сексуальных сцен не так уж и много. Приметой времени является тема наркотиков, которые широко употребляют все герои для удовольствия и расширения сознания. Весьма уместной и «умной» названа концовка, когда Джад Эллиот пассивно ожидает решения своей судьбы, сидя во временно́й петле, и исчезает из мироздания и повествования на середине финальной фразы. Критик Стюарт Староста годом ранее возмущался тем, что сексуальная тема заполонила роман целиком, не обнаружив в повествовании ничего, кроме «похотливого энтузиазма и полного пренебрежения ко всем социальным табу, которые существовали на протяжении тысячелетий». С. Староста обращал внимание, что тэглайн на обложке первого издания выставляет главного героя как «Тома Джонса, путешествующего во времени», чему не существует ни малейших оснований. «Конечно, Силверберг развлекался, пытаясь раздвинуть границы дозволенного в своё время, но сегодня это всё очень устарело и читать об этом неловко», даже живя в мире, где любые половые отправления коммерциализированы массовой культурой. Напротив, блогер Кейк Пью называла содержание книги «пикантным и ироничным» и определяла чтение как «приятное». В противоположность многим обозревателям, К. Пью сочла, что описанные Силвербергом путешествия во времени — это «чёрный ящик», осмысливать содержание которого автор даже не пытается.
Нередко критике подвергалось изображение Силвербергом общества 2059 года: уже в самом начале повествования описан гуру Сэм — по имени Самбо Самбо, родители которого и он сам довели движение «чёрной гордости» до логического завершения в его конкретном случае. Дословно: «…Папаша мой вынужден был обратиться в генетическое ателье, где из его хромосом и были наконец начисто удалены все гены белой расы, причём то, чего не удалось добиться предкам за восемь десятилетий, было сделано всего за каких-то четыре часа. И вот результат — вот он, я, чёрный и красивый». Критик Джеймс Рассел Гордон в 2018 году даже обвинил Силверберга в «скудости фантазии»: если чёрные искусственно гиперболизировали все черты своего гено- и фенотипа, «что же белые? Разве они не могли бы также выбрать такое усиление, переоценивая европоцентристские стандарты красоты?..» Собственно, данный сюжет, который в романе едва упоминается, мог бы стать основой полноценного конфликта на фоне глубочайших последствий для самого понятия «расы». Наверняка появились бы и представители нового меньшинства, которые, заявляя, что «родились в телах неправильной расы, решили исправить ошибку природы». Однако, как и во множестве иных произведений научной фантастики, Силверберг не конструирует будущее, а всего лишь доводит до абсурда настоящее. Поэтому в романе, изданном в 1969 году, «чёрные предпочтут стать ещё чернее; белые, предположительно, предпочтут остаться белыми или усилить свою белизну». В этом плане его роман лишь воспроизводит расхожие стереотипы.
Рецензент сборника фантастики Р. Силверберга о путешествиях во времени Роб Лэтэм (главный редактор Los Angeles Review of Books) отмечал, что данная тематика являлась одной из главных для творчества фантаста на всём протяжении его писательского пути. Омнибус Time and Time Again: Sixteen Trips in Time (2018) включает шестнадцать произведений, написанных Силвербергом в 1956—2007 годах, и обеспечивает критикам и читателям энциклопедический охват данной тематики. Сборник продемонстрировал, что писатель одинаково легко реализовывал себя практически в каждом поджанре фантастики о путешествиях во времени, постепенно освобождаясь от жанровых формул и условностей. В этом контексте «Вверх по линии» можно называть классическим для жанра и для самого Силверберга. Выбор Византии Р. Лэтэму показался оправданным, ибо Константинополь — один из самых «вневремённых» городов, в котором Римская империя ещё жила целое тысячелетие после крушения своей западной части. Примерно в то время, когда создавался «Вверх по линии», Силверберг опубликовал несколько научно-популярных книг, посвящённых экзотическим странам — например, Эльдорадо (1967) и царству Пресвитера Иоанна (1972), что объясняет желание скрестить исторический жанр и фантастику. В результате Р. Лэтэм даже выразил недоумение, почему Силверберг не получил успеха ни в литературном мэйнстриме, ни в критике, в отличие от других писателей Новой волны, таких как Урсула Ле Гуин, Филип Дик или Сэмюэл Дилэни. Писатель Гарри Тертлдав в предисловии к сборнику произведений о путешествиях во времени характеризовал «Вверх по линии» как «самый непристойный роман о путешествиях во времени, когда-либо написанный» и негодовал по поводу неразъяснения Силвербергом парадокса, что все величайшие события мировой истории (включая Распятие и освящение Айя-Софии) ещё не заполнены целиком пришельцами из прошлого. Критик Альваро Зинос-Амаро в рецензии на омнибус Силверберга 2011 года Times Three цитировал предисловие, в котором сам автор характеризовал свой интерес к путешествиям во времени как «увлечение» или даже «одержимость». В состав издания вошёл и роман «Вверх по линии», который рецензент читал ещё в отрочестве, признавая, что те давние впечатления не изменились: произведение может характеризоваться как «похабное, но неожиданно пронзительное». Отрок XXI века, возможно, увидит в этом романе «почти пародию на хиппи в стиле Остина Пауэрса».
Швейцарский писатель Фредерик Жако в рецензии на переиздание французского перевода в 2008 году отмечал, что тема путешествий во времени «хорошо знакома» Силвербергу. Фоном действия этого романа выступает вполне логичная экстраполяция реальности 1960-х годов с её «буйной моралью». Путешествия во времени, открытые лет за двадцать до начала действия, быстро превращаются в разновидность туризма. Рецензент проводил параллели между сюжетными ходами «Вверх по линии» и «Меж двух времён» Финнея, основанными на любви, пронесённой героями сквозь время и пространство. Между тем, Ф. Жако находил в романе ряд конститутивных черт, которые проявились во множестве произведений 1960—1970-х годов: главный герой разочарован в современном обществе, не находя в нём места для применения своих сил и способностей. Впрочем, если у Финнея общий тон лиричен, то «Вверх по линии» откровенно карикатурен. Несмотря на внешнюю несерьёзность, в романе хватает драматических аспектов, например, одержимость героев-курьеров своими генеалогиями. Капистрано хочет установить своих прямых предков, чтобы полностью устранить свою линию наследования из истории, Метаксас желает соблазнить всех женщин, которые в конце цепи поколений дали жизнь ему самому («абсолютный Эдипов комплекс»), а Джад ищет место в истории для себя. В некотором смысле он ощущает себя жителем конца времён и стремится в прошлое, что подтверждается словами девушки-генетика — «расщепительницы», что благодаря генетической модификации появится новое человечество. Однако Джад бессилен изменить и себя, и своё будущее-прошлое. Таким образом, роман Силверберга таит в себе трагедию героя, бросившего вызов судьбе и раздавленного безжалостным Роком.

## Издания
«Вверх по линии» в 1970 году номинировался на премии «Хьюго» и «Небьюла»; в 1975 году удостоился японской премии «Сэйун» как «Лучший переводной роман» (перевод Ясуо Накамура). При голосовании на «Хьюго» роман занял второе место, уступив книге «Левая рука Тьмы» Урсулы Ле Гуин. Премия «Небьюла» также в тот год досталась «Левой руке Тьмы». «Ворлдкон-70» проходил в Гейдельберге — впервые на территории страны, где английский язык не являлся преобладающим. Как вспоминала Джо Уолтон, «этой весёлой книге не повезло» — в городе не удалось отыскать ни одного экземпляра романа. В журнале Australian SF News в 1984 году отмечали, что Роберт Силверберг продавал в Голливуде опционы на экранизации своих произведений, хотя ни одна из них так и не осуществилась; права на «Вверх по линии» к тому времени перешли к Greco.
По данным Internet Speculative Fiction Database, между 1969—2025 годами роман выдержал не менее пятнадцати изданий на английском языке; оригинальное издание 1969 года допечатывалось до 1988 года. Книга переводилась на: немецкий (1971), португальский (1972, 1993), японский (1974), французский (1976), нидерландский (1977), итальянский (1978, 1994) и русский (1993) языки. Итальянский и французский переводы также несколько раз переиздавались. Немецкий перевод вышел под названием «Патруль времени» (нем. Zeitpatrouille) и оказался серьёзно искажён. Из-за сокращения сомнительных с точки зрения морали эпизодов, в издании остались 61, а не 63 главы; имя главного героя по-немецки передаётся как «Дан», что, по мнению писателя и критика Уве Антона, благозвучнее. Журналист Удо Ульфкотте высказывал мнение, что сюжет романа «Стрела времени» (1999) был заимствован Майклом Крайтоном из «Вверх по линии».
В 1990—1991 годах выпускалась межавторская серия Robert Silverberg’s Time Tours, в которой использовалась сюжетная арка, основанная на существовании туристической Службы времени, но адаптированная для юных читателей.
- Silverberg R. Up the Line. First of two Parts : Illustrated by Dan Adkins // Amazing Stories. — 1969. — Vol. 43, no. 2 (июль). — P. 6—75.
- Silverberg R. Up the Line. Second of two Parts : Illustrated by Dan Adkins // Amazing Stories. — 1969. — Vol. 43, no. 3 (сентябрь). — P. 20—83.
- Silverberg, Robert. Up the Line / Cover by Ron Walotsky[англ.]. — New York : Ballantine Books, 1969. — 250 p.
- Силверберг Р. За чертой (роман, перевод В. Гриценко) // Маски времени. — СПб. : Эгос, 1993. — С. 213—468. — 768 с. — (Элита). — 50 000 экз. — ISBN 5-85476-016-9.
- Сильверберг Р. Вверх по линии (роман, перевод А. Кона) // После того, как не нужны нам стали мифы. — М. : Полиграфия, 1993. — С. 3—258. — 656 с. — (Миры фантастики. Том Х). — 50 000 экз. — ISBN 5-86322-003-1.

### Рецензии
- Budrys A. Galaxy Bookshelf :  [англ.] // Galaxy : Science fiction magazine. — 1970. — Vol. 30, no. 2 (May). — P. 106—108, 134.
- Geis R. E. And Then I Read.... :  [англ.] // Science Fiction Review. — 1970. — № 37 (April). — P. 35.
- Gillespie B. Up the Line by Robert Silverberg :  [англ.] // SF Commentary. — 1989. — № 67 (January). — P. 34.
- Kelly M. R. Up and Down Again: Robert Silverberg’s Up the Line (англ.). Black Gate – Adventures in Fantasy Literature (25 февраля 2021). Дата обращения: 15 февраля 2025. Архивировано 27 декабря 2024 года.
- Latham R. Temporal Turmoil: The Time Travel Stories of Robert Silverberg (англ.). Los Angeles Review of Books (23 марта 2019). Дата обращения: 15 февраля 2025. Архивировано 28 марта 2019 года.
- Les Temps parallèles. Robert Silverberg (фр.). NooSFere est une encyclopédie et une base de données bibliographique. Дата обращения: 15 февраля 2025. Архивировано 27 апреля 2025 года.
- marzaat. Up the Line (англ.). Randy Jon Stafford and MarzAat.com (3 января 2016). Дата обращения: 15 февраля 2025. Архивировано 27 апреля 2025 года.
- Miller P. Schuyler. Up the Line by Robert Silverberg :  [англ.] // Analog Science Fiction/Science Fact. — 1970. — Vol. 84, no. 2 (January). — P. 166—167.
- Pauls T. Stitches in Time :  [англ.] // Riverside Quarterly. — 1970. — Vol. 4, no. 4 (March). — P. 298—299.
- Robert Silverberg — Up The Line (Sphere) (англ.). Kate's Book Reviews (25 июня 2000). Дата обращения: 15 февраля 2025. Архивировано 27 апреля 2025 года.
- Starosta S. Up the Line: Fornicating in ancient Byzantium — shameless time travel porn (англ.). The Heat Death of the Universe. Fantasy Literature's Fantasy Book and Audiobook Reviews (23 сентября 2015). Дата обращения: 15 февраля 2025. Архивировано 27 апреля 2025 года.
- Up the line (Robert Silverberg, 1969) (англ.). thurb.com (февраль 2010). Дата обращения: 15 февраля 2025. Архивировано 27 апреля 2025 года.

### Монографии и статьи
- Anton U.[нем.]. Up the Line // Robert Silverberg — Zeiten der Wandlung : SF Personality 26 :  [нем.]. — Berlin : Memoranda Verlag[нем.], 2018. — С. RA2-PA1942—RA2-PA1945. — 508 с. — ISBN 978-3-948616-32-8. — ISBN 978-3-948616-33-5.
- Boyd S. Does Anyone Have the Right Time Please? A New Perspective on Time Travel Narratives in the 1950s & 1960s :  [англ.] // Postgraduate English : A Journal and Forum for Postgraduates in English (UK) / Editors: Anita O’Connell and Michael Huxtable. — Durham University, 2004. — No. 09 (March). — P. 1—23. — ISSN 1756-9761.
- Broderick D.[англ.]. Behold the Time Machine // The Time Machine Hypothesis: Extreme Science Meets Science Fiction. — Cham : Springer International Publishing, 2019. — P. 107—118. — 258 p. — (Science and Fiction). — ISBN 978-3-030-16177-4. — doi:10.1007/978-3-030-16178-1_7.
- Byzantium in the Popular Imagination: The Modern Reception of the Byzantine Empire / Ed. by Markéta Kulhánková, Przemyslaw Marciniak. — London : I. B. Tauris & Company, 2023. — 292 p. — ISBN 9780755607303.
- Chapman E. L.[вд]. The Road to Castle Mount : The Science Fiction of Robert Silverberg :  [англ.] / Edgar L. Chapman. — Westport, Connecticut : Greenwood Press, 1999. — xiii, 209 p. — (Contributions to the study of science fiction and fantasy, ISSN 0193-6875 ; no. 82). — ISBN 0-313-26145-8.
- Gadomska K. Histoire et genres fantastiques populaires :  [фр.] : [арх. 16 апреля 2025] // Le roman de l'histoire dans l'histoire du roman / Edition etablie par Aleksander Abłamowicz[пол.]. — Katowice : Wydawnictwo Uniwersytetu Śląskiego, 2000. — С. 332—345. — 367, [1] с. — (Seria Prace Naukowe Uniwersytetu Śląskiego w Katowicach, nr 1892). — 270 экз. — ISBN 83-226-0997-3. — ISSN 0208-6336.
- Jakiel S. J., Levinthal R. E. The Laws of Time Travel :  [англ.] // Extrapolation[англ.]. — 1980. — Vol. 21, no. 2. — P. 130—138. — ISSN 0014-5483. — doi:10.3828/extr.1980.21.2.130.
- James E.[англ.]. The Historian and SF :  [англ.] // Foundation[англ.]. — 1986. — No. 35. — P. 5—13. — ISSN 0306-4964.
- Karanikas A. Freaks and Other Hellions // Hellenes and hellions : modern Greek characters in American literature :  [англ.]. — Urbana, Illinois : University of Illinois Press, 1981. — P. 438—466. — xvi, 551 p. — ISBN 0-252-00792-1.
- McGiveron R. O. «A Relationship… More than Six Inches Deep»: Lust and Love in Silverberg’s Science Fiction :  [англ.] // Extrapolation[англ.]. — 1998. — Vol. 39, no. 1. — P. 40—51. — ISSN 0014-5483. — doi:10.3828/extr.1998.39.1.40.
- Miller R. W.. There Are Laws and Then There Are Laws :  [англ.] // Extrapolation[англ.]. — 1982. — Vol. 23, no. 3. — P. 290—297. — ISSN 0014-5483. — doi:10.3828/extr.1982.23.3.290.
- Robert Silverberg 1935- :  [англ.] // Contemporary Literary Criticism. — Gale[англ.], 2001. — Vol. 140. — P. 340—397.
- Russell J. G. Frozen Journey: Science Fiction, Blacks, Race, and the Limits of Speculative Practice :  [англ.] // MOSF Journal of Science Fiction[вд]. — 2018. — Vol. 2, no. 2. — P. 82—105. — ISSN 2472-0837.
- Slusser G.[англ.], Chatelain D[англ.]. Spacetime Geometries: Time Travel and the Modern Geometrical Narrative :  [англ.] // Science Fiction Studies[англ.]. — 1995. — Vol. 22, no. 2. — P. 161—186. — ISSN 0091-7729.
- Walton J. An Informal History of the Hugos: A Personal Look Back at the Hugo Awards, 1953—2000. — New York : Tor Books, 2018. — 576 p. — ISBN 978-0-7653-7908-5.
- Wittenberg D. Time Travel: The Popular Philosophy of Narrative. — New York : Fordham University Press, 2013. — ix, 306 p. — ISBN 978-0-8232-4996-1.